# Philodicus temerarius
Philodicus temerarius är en tvåvingeart som först beskrevs av Walker 1851.  Philodicus temerarius ingår i släktet Philodicus och familjen rovflugor. Inga underarter finns listade i Catalogue of Life.